# Manuela (zangeres)

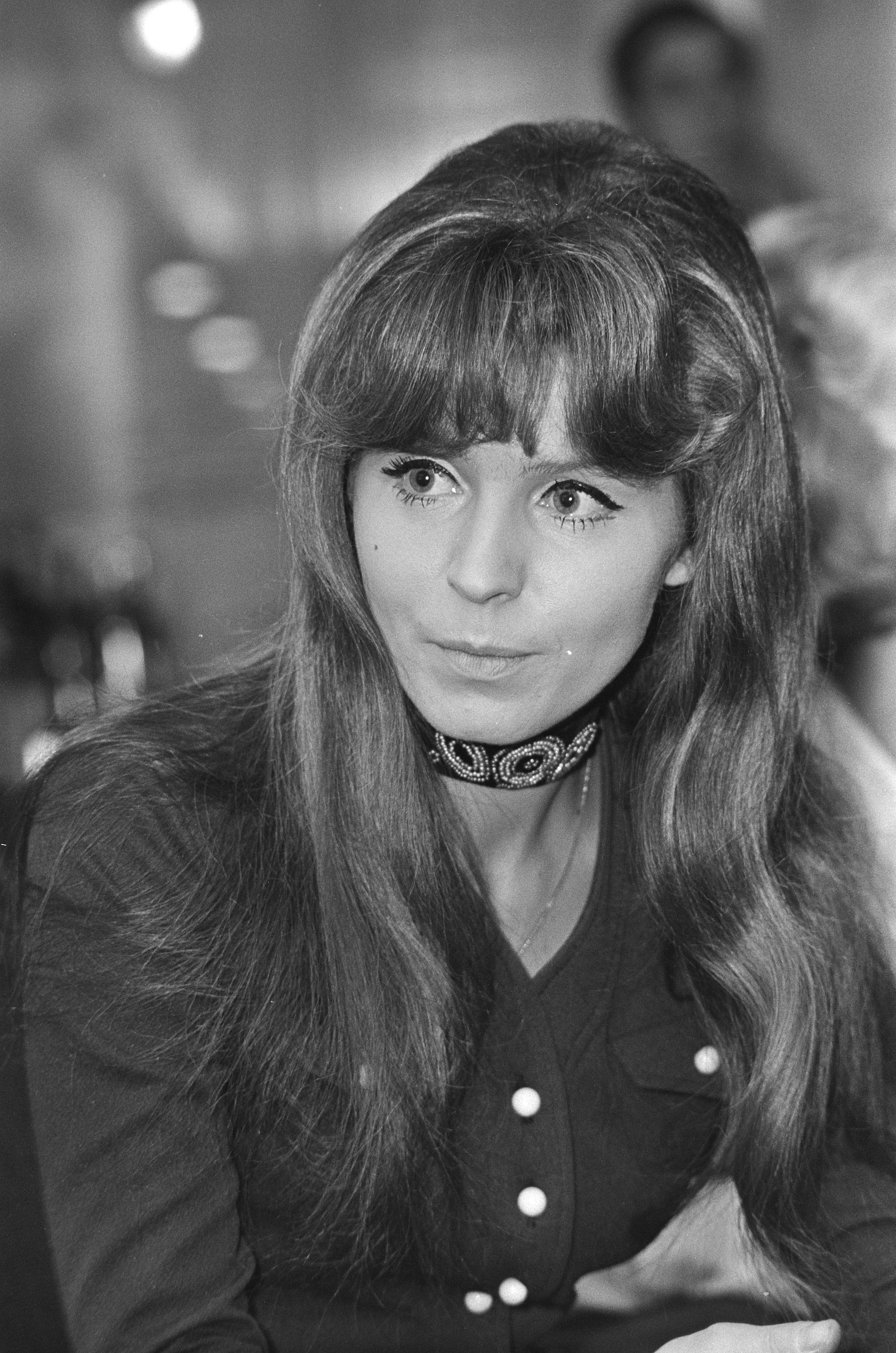
Manuela (1971)

Manuela, pseudoniem voor Doris Inge Wegener (Berlijn, 18 augustus 1943 - aldaar, 13 februari 2001) was een Duitse schlagerzangeres, die in de jaren 1960 tot de ster- en tieneridolen van de Bondsrepubliek Duitsland behoorde.

## Carrière

### Muziek
Doris Wegener groeide op in een acht-persoons huishouden in Berlijn. Na het afronden van de lagere school kreeg ze een baan bij AEG als soldeerder. In het begin van de jaren '60 werd ze als zangeres ontdekt in een café in de Berlijnse wijk Wedding door muziekmanager Peter Meisel, een van de oprichters van Hansa Musik Produktion, samen met de componist Christian Bruhn. Ze nam twee titels op: Morgen wird meine Hochzeit sein en Drei weiße Rosen, die echter nooit uitgebracht werden. Niet lang daarna won ze een wedstrijd van het platenlabel Ariola met haar eerste single Hula-Serenade/Candy, waarvan 6000 exemplaren werden verkocht. Bij het label Polydor had ze meer succes als leadzangeres bij de eerste Duitse meidenband Tahiti Tamoures met Charlotte Marian en Monika Grimm met het nummer Wini-Wini (1963).
Ze wilde echter samen met Peter Meisel een solo-carrière en wisselden naar het label Teldec. Met het nummer Schuld war nur der Bossa Nova (1963, 1e plaats) kreeg ze een tophit, die het startsein was voor haar verdere carrière met de verkoop van ongeveer 20 miljoen geluidsdragers. Begin 1965 had ze een tv-optreden in het Oost-Duitse Leipzig, wat toentertijd vrij ongewoon was voor West-Duitse artiesten. Intussen trad ze met haar eigen band(s) op. In 1966 kreeg ze, samen met Drafi Deutscher, de gouden Bravo-Otto uitgereikt in de succesvolle tv-show Der goldene Schuß met presentator Lou van Burg. Ze kreeg nadien nog enkele Bravo-Otto´s. Ze werd acht keer op rij door de lezers van het muziektijdschrift Bravo tot de meest geliefde zangeres gekozen, poseerde elf keer voor het Bravo-titelblad, had in Duitsland meerdere top 10-hits, was succesvol in Nederland en enkele Zuid-Amerikaanse landen, werkte twee tournees af in het toenmalige Tsjecho-Slowakije en zong in Italië, Groot-Brittannië en Spanje. In 1965 zong ze Küsse unterm Regenbogen en later in 1972 Ich hab' mich verliebt in dich voor het Oost-Duitse label AMIGA.
In maart 1968 werd de eerste Starparade uitgezonden, met als presentator Rainer Holbe en Manuela als co-presentatrice. Ze had nog meerdere optredens in de Starparade, zo ook in maart 1973, waarin ze zong en danste op melodieën uit de musical No, no, Nanette. Vanaf april 1968 ging ze op tournee naar New York, Las Vegas, Japan en Australië. In mei bezocht ze de Verenigde Staten om zich te oriënteren op de daar heersende showbusiness. Na haar terugkeer werd ze door Teldec-Telefunken onderscheiden met de Goldene Schallplatte voor vier miljoen verkochte geluidsdragers. Eind 1968 kwam het nummer Guantanamera op de markt.
In het begin van de jaren 70 had de zangeres, die net terug was van een Amerika-tournee, een meningsverschil met tv-baas Hans-Otto Grünefeld, die haar niet goed genoeg vond om Duitsland te vertegenwoordigen tijdens het Grand Prix Eurovision de la Chanson 1970 in Amsterdam, terwijl haar platenmaatschappij haar wel had genomineerd. Ze vond, dat ze als enige Duitse zangeres na Caterina Valente, die in Amerika voet had gevat, recht had op deelname.
Maar Manuela en haar label Telefunken-Decca namen sportief wraak met het nummer Alles und noch viel meer, een cover van All kinds of everything van Dana en belandde op de 26e plaats in de Duitse Hitparade en in mei 1970 werd ze zelfs nummer 1 van de ZDF-Hitparade.
Einde 1972 verwisselde ze het label TELDEC voor BASF voor DM 1,3 miljoen. Maar het nieuwe producententeam rond Werner Twardy lukte het niet om een hit voor de zangeres te produceren. Daarbij kwam nog de aangifte van Manuela tegen tv-zender ZDF voor omkoping, waardoor ze een media-boycot kreeg opgelegd. De platenverkoop stokte dramatisch. Ze verwisselde meermaals van platenlabel, echter zonder succes: Hansa Records, Jupiter Records, Koch Records, Zett Records, Tyrolis Records en meer.
Tijdens een rustigere periode in Duitsland, ging ze naar de Verenigde Staten om daar haar geluk te zoeken. Ze trad daar meermaals op in de Joey Bishop-show, vervolgens had ze meer dan 50 shows in hotel Dunes in Las Vegas en trad ze op in meerdere tv-shows.
In 1976 beschuldigde ze een redacteur van de ZDF-Hitparade ervan, in totaal 20.000 mark gevraagd te hebben voor optredens in de Star- en Hitparade, waarvoor ze werd aangeklaagd voor smaad. In eerste instantie won ze dit proces, maar in hoger beroep verloor ze uiteindelijk. Dit had negatieve gevolgen voor haar carrière. De regisseur Bernd Schadewald pleitte bij het ZDF uiteindelijk voor een verzoening.
In 1980 richtte ze haar eigen platenlabel op: "Manuela Sound Music Produktion", waarmee ze haar lp’s uitbracht: Manuela – The golden Hits, Manuela 80, Manuela, ein musikalisches Porträt en Manuela singt Manuela. Ook de Duitse originele opname van de ABBA-hit Happy Hawaii (1980) en Mit 17 fängt das Leben erst an/Der neue Bundeskanzler (1988) werden onder dit label uitgebracht.
In het midden van de jaren '80 had ze met het nummer Rhodos bei Nacht weer een aanzienlijk succes. In 1991 en 1992 kreeg ze voor haar hits Schuld war nur der Bossa Nova en Schwimmen lernt man im See de van 1981 tot 2007 toegewezen Goldene Stimmgabel, een voorstelling van Dieter-Thomas Heck en het ZDF. In 1992 flopte haar uitgebrachte cd Jive Manuela – Die Original Schlager–Tanz-Party. De laatste single Wenn ich erst wieder Boden spür, geproduceerd door haar broer en manager Klaus Dittmer, kon niet meer tippen aan haar vroegere successen. Desondanks kreeg ze nog diverse onderscheidingen en was ze een graag geziene gast in oldieparties.
Haar manager Werner Frey bracht haar door fout management aan de rand van de financiële afgrond, zodat de zangeres zich boven water moest houden door op te treden op bedrijfs-, volks- en oldiefeesten.

### Film
Ze trad ook op in televisieshows en haar eerste film Im singenden Rößl am Köningssee, met Waltraud Haas, Trude Herr, Peter Hinnen e.a. Ook nam ze dans-, toneel-, zang- en gitaarles. Ze was in de komedie Zwanzig Mädchen und die Pauker: Heute steht die Penne kopf (1971) voor de tweede keer op het filmdoek te zien.
In 1992 speelde ze een kleine rol als moeder van een jeugdige in de ZDF-film Schuld war nur der Bossa Nova, met Jürgen Vogel en Muriël Baumeister als hoofdrolspelers.

## Mode
Op het hoogtepunt van haar carrière begon ze met het ontwerpen van mode, waaronder minikleding, broekpakken en hot pants, die ze aanbood op haar Star-Boutique Manuela GMBH, die toentertijd in alle grote warenhuizen onder het motto Jung, sportlich, bequem und schick – und das alles mit Musik, aangeprezen werd. De covers van haar platen werden reclamevlakken voor haar kledinglijn.

## Privéleven
Ze woonde een jaar teruggetrokken in het Limburgse Linne en in het Belgische Welkenraedt. Manuela stierf in de leeftijd van 57 jaar aan de gevolgen van strottenhoofdkanker. Ze werd bijgezet in het familiegraf van haar broer Klaus Dittmer op het Martin-Luther kerkhof in Berlijn-Tegel.

## Films
- 1963 - Im singenden Rößl am Königssee
- 1971 - Zwanzig Mädchen und die Pauker: Heute steht die Penne kopf
- 1992 - Schuld war nur der Bossa Nova (televisiefilm)

## Discografie

### Singles
| Single met eventuele hitnotering(en) in de Nederlandse Top 40 | Datum van verschijnen | Datum van binnenkomst | Hoogste positie | Aantal weken | Opmerkingen    |
| ------------------------------------------------------------- | --------------------- | --------------------- | --------------- | ------------ | -------------- |
| Schneemann                                                    | 1964                  | 02-01-1965            | 30              | 3            | met Die 5 Dops |
| Küsse unterm Regenbogen                                       | 1965                  | 10-07-1965            | 26              | 8            | met Die 5 Dops |

### Singles/ep's
- 1962 - Hula-Serenade
- 1963 - Schuld war nur der Bossa Nova (cover-versie van: Blame it on the bossa nova van Eydie Gormé)
- 1963 - Ich geh noch zur Schule (cover-version van: On top of old Smokey)
- 1963 - Mama, ich sag' dir was
- 1963 - Hey, Manuela (ep)
- 1964 - Mama (ep Spanje)
- 1964 - Schwimmen lernt man im See (cover-versie van: Just so Bobby can see van Diane Ray)
- 1964 - Horch, was kommt von draußen rein (ook in het Engels gezongen: There goes charly)
- 1964 - Schneemann
- 1964 - Manuela (Spanje)
- 1964 - Schwimmen lernt man im See (ep)
- 1965 - Küsse unterm Regenbogen
- 1965 - Love and kisses
- 1965 - The nitty gritty
- 1965 - Things Are So Different (Brazilië)
- 1966 - Es ist zum Weinen
- 1966 - Dumme sterben niemals aus
- 1966 - Spotlight on Manuela (Nederland)
- 1966 - Die goldene Zeit (met Drafi Deutscher)
- 1967 - Lord Leicester aus Manchester
- 1967 - Monsieur Dupont
- 1967 - Wenn es Nacht wird in Harlem (cover-versie van: When a man loves a woman van Percy Sledge)
- 1968 - Herzklopfen/Mademoiselle Angelique
- 1968 - Guantanamera
- 1968 - Stille Nacht Heilige Nacht
- 1968 - Que-Sara
- 1968 - Señor Gonzales
- 1968 - Bobby
- 1969 - Wenn du liebst/Jingle Jangle (cover-versie)
- 1969 - Helicopter U.S. Navy 66
- 1970 - Alles und noch viel mehr (cover-versie van: All kinds of everything van Dana)
- 1970 - ABC
- 1970 - Verliebt in Amsterdam
- 1970 - Daddy (cover-versie van: Grandad van Clive Dunn)
- 1970 - It takes a lot of tenderness
- 1971 - Monky monkey (USA)
- 1971 - I hear those church bells ringing
- 1971 - Der schwarze Mann auf dem Dach (cover-versie van: Jack in the box van Clodagh Rodgers)
- 1971 - Prost, Onkel Albert
- 1972 - Es lebe das Geburtstagskind
- 1972 - Ich hab’ mich verliebt in dich
- 1972 - Gitarren-Boy
- 1973 - Etwas in mir wurde traurig (cover-versie van: Killing me softly with his song van Lori Lieberman en Roberta Flack)
- 1973 - Da sagen sich die Füchse gute Nacht
- 1973 - Komm wieder
- 1973 - Was hast du gemacht
- 1973 - Ich war noch nie so glücklich
- 1973 - Hey Look at Me Now
- 1973 - You are my music (USA)
- 1974 - Gestohlene Orangen
- 1974 - Ich möcht gern dein Herz Klopfen hör’n
- 1974 - Twingel Dingel Dee
- 1974 - Boing,Boing die Liebe
- 1975 - Was hast du gemacht
- 1975 - Fudschijama-Hama-Kimono
- 1975 - Ein schöner Tag mit viel Musik
- 1980 - Doch mein Herz bleibt immer in Athen
- 1980 - I believe in the USA
- 1980 - You are my sunshine
- 1980 - Was soll ein Bayer in der Hitparade (met Sepp Haslinger)
- 1980 - Friede auf Erden
- 1981 - It's hard to explain
- 1984 - Und der Wind
- 1984 - Ich bin wieder da
- 1985 - Rhodos bei Nacht
- 1986 - Auf den Stufen zur Akropolis
- 1987 - Ewiges Feuer
- 1988 - Oh, Mandolino
- 1990 - Heimatland
- 1990 - Für immer (cover-versie van: You Got It van Roy Orbison)
- 1990 - When a man loves a woman
- 1991 - Friede auf Erden
- 1991 - Freiheit ohne Glück (Manuela en Cantus)

### Albums (lp/cd)
- 1963 - Manuela!
- 1965 - Die großen Erfolge
- 1966 - Manuela & Drafi
- 1968 - Rund um die Welt
- 1968 - Manuela – Manuela – Manuela (USA)
- 1968 - Star-Boutique Manuela. Die großen Erfolge 2
- 1968 - Die großen Erfolge 3
- 1969 - Weihnachten wie wir es lieben (o.a met de Schöneberger Sängerknaben)
- 1970 - Die großen Erfolge. Made in Germany & USA
- 1970 - Lieder aus dem Märchenland (met de Schöneberger Sängerknaben)
- 1971 - Songs of Love – Manuela in USA
- 1972 - Wenn du in meinen Träumen bei mir bist
- 1972 - Portrait in Musik
- 1973 - Manuela in Las Vegas
- 1973 - Die Liebe hat tausend Namen
- 1973 - Ich war noch nie so glücklich
- 1980 - I want to be a cowboy’s sweethart
- 1980 - Manuela – The golden Hits
- 1980 - Manuela singt Manuela
- 1980 - Manuela ein musikalisches Porträt
- 1980 - Manuela 80
- 1984 - Ich bin wieder da
- 1988 - Goldene Hits – Das Jubiläumsalbum
- 1988 - Ein schöner Tag mit viel Musik
- 1988 - Olé Mallorca und 14 goldene Hits
- 1989 - Manuela – Ihre größten Erfolge
- 1991 - Sehnsucht nach der Heimat
- 1992 - Jive Manuela – Die Original Schlager-Tanz-Party
- 1993 - Wenn ich erst wieder Boden spür'
- 1993 - St. Vincent
- 1994 - Die größten Erfolge – Neuaufnahmen
- 1995 - ...für den Frieden – gegen den Krieg
- 1997 - Schuld war nur der Bossa Nova (Sonia)
- 1999 - Manuela – Das Beste – Die Original Hits 1963–1972
- 2000 - Manuela – Das Beste – Die Original Hits 1962–1978 – Folge 2
- 2001 - Hey look at me now
- 2001 - Dich vergessen kann ich nie
- 2001 - Golden Stars – The Best of Manuela
- 2001 - Schuld war nur der Bossa Nova (3 cd's met Manuela's grootste successen)
- 2003 - Alles und noch viel mehr...
- 2003 - Schuld war nur der Bossa Nova
- 2003 - Portrait Manuela (Gold-serie)
- 2004 - Das Beste von Manuela
- 2005 - Manuela. Die Liebe hat tausend Namen
- 2007 - Manuela Erinnerungen (ihres Komponisten) Chris Brown (Christian Bruhn)
- 2008 - Wenn Augen sprechen
- 2010 - Manuela Special Edition
- 2011 - Weißt du’s noch
- 2011 - Schuld war nur der Bossa Nova (dubbel-cd)
- 2011 - Schuld war nur der Bossa Nova

## Onderscheidingen
- Bronze-Löwe (1964), speciale prijs Goldene Bonny(1964) en Silberner Löwe (1968) van Radio Luxemburg
- Coupe d’or, Italië (1965, 1966 en 1967)
- Bravo-Otto viermaal in goud (1966, 1969, 1970 en 1971) en viermaal in zilver (1965, 1967, 1968 en 1972)
- Goldene Schallplatte (1968)
- Goldene Stimmgabel (1991 en 1992)

- Gemeinsame Normdatei: 134454596
- International Standard Name Identifier: 0000 0000 8213 5937
- Library of Congress Control Number: no98021577
- MusicBrainz: d96a15fe-74d0-49f1-a10c-5a4f5965523b
- SNAC: w6s326xb
- Virtual International Authority File: 29144464
- WorldCat: E39PCjy8KPYHHkgQPVQKgkRvpd